# 波科莫克城 (馬里蘭州)
波科莫克城（英語：Pocomoke City）是一個位於美國馬里蘭州烏斯特縣的城市。

## 人口
根據2020年美國人口普查的數據，波科莫克城的面積為10.45平方千米，當中陸地面積為9.81平方千米，而水域面積為0.64平方千米。當地共有人口4295人，而人口密度為每平方千米411人。